# رحمان باقریان
رحمان باقریان (زادهٔ ١ فروردین ۱۳۳۷ در هشترود) ، بازیگر سینما و تلویزیون ایران است.
نقش های ماندگار ایشان لیلی با من است و مختارنامه

## نقش‌آفرینی
وی کارمند سازمان صدا و سیمای جمهوری اسلامی ایران است؛ و کار خود را در رادیو آغاز نمود. او با ایفای نقش در سریال مختارنامه با نقش غلام مختار به شهرت رسید

## فیلم‌شناسی
- خانه ماهرخ
- پرواز مرغابی‌ها
- دوئل
- غوغا
- مسافر ری
- سیاوش
- مخترع ۲۰۰۱
- صنوبرهای سوزان
- عبور از غبار
- پیشتازان فتح
- لیلی با من است
- آنتیک

### مجموعه تلویزیونی
- ۱۳۶۳ بار دیگر زندگی (علاءالدین رحیمی)
- ۱۳۶۵ اغر بخیر (مجید بهشتی)
- ۱۳۶۵ مدرس (هوشنگ توکلی)
- ۱۳۶۶ گرگ‌ها (داوود میرباقری)
- ۱۳۶۷ ریشه در خاک (مجید بهشتی)
- ۱۳۶۹ همراهان (جهانگیر جهانگیری)
- ۱۳۶۹ هفت شهر عشق (محمدعلی نجفی)
- ۱۳۷۰ گل پامچال (محمدعلی طالبی)
- ۱۳۷۱ امام علی (داوود میرباقری)
- ۱۳۷۳ آوای فاخته (بهمن زرین‌پور)
- ۱۳۷۵ زیر چتر خورشید (بهمن زرین‌پور)
- ۱۳۷۸ بوی خاک (علی بیابانی)
- ۱۳۷۹ مسافر ری (داوود میرباقری)
- ۱۳۸۰ دوران سرکشی (کمال تبریزی)
- ۱۳۸١ سفر سبز (محمدحسین لطیفی)
- ۱۳۸۹ مختارنامه (داوود میرباقری)
- ۱۳۹۰ شیدایی (محمدمهدی عسگرپور)
- ۱۳۹۱ کلاه پهلوی (سید ضیاالدین دری)
- ۱۳۹۴ آسمان من (محمدرضا آهنج)
- ۱۳۹۵ دوردست‌ها (جواد ارشاد)
- ۱۳۹۷ رهایم نکن (محمدمهدی عسگرپور)
- ۱۳۹۷ خاک گرم (جواد ارشاد سرابی)
- ۱۳۹٨ بوی باران (محمود معظمی)

شبکه نمایش خانگی
- ۱۴۰۲ حثیت گمشده